# Samuel Barlay
Samuel Barlay (Freetown, 15 settembre 1986) è un ex calciatore sierraleonese, di ruolo centrocampista.

## Carriera

### Club
Ha giocato nella prima divisione svedese, in quella finlandese ed in quella azera.

### Nazionale
Ha giocato nella nazionale sierraleonese Under-17.
Tra il 2003 e il 2013 ha giocato 18 partite con la nazionale maggiore sierraleonese, realizzandovi anche una rete.

## Statistiche

### Cronologia presenze e reti in nazionale
| Cronologia completa delle presenze e delle reti in nazionale ― Sierra Leone | Cronologia completa delle presenze e delle reti in nazionale ― Sierra Leone | Cronologia completa delle presenze e delle reti in nazionale ― Sierra Leone | Cronologia completa delle presenze e delle reti in nazionale ― Sierra Leone | Cronologia completa delle presenze e delle reti in nazionale ― Sierra Leone | Cronologia completa delle presenze e delle reti in nazionale ― Sierra Leone | Cronologia completa delle presenze e delle reti in nazionale ― Sierra Leone | Cronologia completa delle presenze e delle reti in nazionale ― Sierra Leone |
| Data                                                                        | Città                                                                       | In casa                                                                     | Risultato                                                                   | Ospiti                                                                      | Competizione                                                                | Reti                                                                        | Note                                                                        |
| --------------------------------------------------------------------------- | --------------------------------------------------------------------------- | --------------------------------------------------------------------------- | --------------------------------------------------------------------------- | --------------------------------------------------------------------------- | --------------------------------------------------------------------------- | --------------------------------------------------------------------------- | --------------------------------------------------------------------------- |
| 2-6-2012                                                                    | Freetown                                                                    | Sierra Leone                                                                | 2 – 1                                                                       | Capo Verde                                                                  | Qual. Mondiali 2014                                                         | -                                                                           |                                                                             |
| 9-6-2012                                                                    | Malabo                                                                      | Guinea Equatoriale                                                          | 2 – 2                                                                       | Sierra Leone                                                                | Qual. Mondiali 2014                                                         | 1                                                                           |                                                                             |
| 23-3-2013                                                                   | Radès                                                                       | Tunisia                                                                     | 2 – 1                                                                       | Sierra Leone                                                                | Qual. Mondiali 2014                                                         | -                                                                           |                                                                             |
| 8-6-2013                                                                    | Freetown                                                                    | Sierra Leone                                                                | 2 – 2                                                                       | Tunisia                                                                     | Qual. Mondiali 2014                                                         | -                                                                           | 59’                                                                         |
| Totale                                                                      |                                                                             | Presenze                                                                    | 18                                                                          |                                                                             | Reti                                                                        | 1                                                                           |                                                                             |